# Father and Daughter
Father and Daughter é um filme de animação em curta-metragem holandês de 2000 dirigido e escrito por Michaël Dudok de Wit. Venceu o Oscar de melhor curta-metragem de animação na edição de 2001.